# 2. HOL za žene 1995./96.
Druga hrvatska odbojkaška liga za žene za sezonu 1995./96. je predstavljala drugi rang odbojkaškog prvenstva Hrvatske za žene. 

## Poredak
1. Akademičar (Zagreb)
2. Kastav (Kastav)
3. Poreč (Poreč)
4. Vinkovci (Vinkovci)

## Unutarnje poveznice
- Prva liga 1995./96.